# 巴頓威洛 (加利福尼亞州)
巴頓威洛（英語：Buttonwillow）是位於美國加利福尼亞州克恩縣的一個人口普查指定地區。

## 地理
巴頓威洛的座標為35°24′02″N 119°28′10″W / 35.40056°N 119.46944°W，而該地最高點為海拔高度82米（即269英尺）。

## 人口
根據2010年美國人口普查的數據，巴頓威洛的面積為17.941平方千米，當中陸地面積為17.941平方千米，而水域面積為0.000平方千米。當地共有人口1508人，而人口密度為每平方千米84人。